# Hydrangea tetracarpa
Hydrangea tetracarpa är en hortensiaväxtart som beskrevs av Bunzo Hayata. Hydrangea tetracarpa ingår i släktet hortensior, och familjen hortensiaväxter. Inga underarter finns listade i Catalogue of Life.